# Красный Выселок (Чернянский район)
Кра́сный Вы́селок — посёлок Чернянского района Белгородской области России, входит в состав Русскохаланского сельского поселения.

## История
Поселок основан в первой половине 20 века перед войной выходцами из  Записка (Чернянка) и поселка Красный Остров. 
В 1977 году проживало 42 жителя в 17 дворах.
В 2014 году проживало 50 жителей.
В 2015 году проживало 53 жителя.

## Население
| 1977 | 2000 | 2002  | 2010 |
| ---- | ---- | ----- | ---- |
| 42   | ↘40  | ↗1000 | ↘50  |

## Карты
- Красный Выселок в 1943 году
- Современная карта поселка Красный Выселок